# Union 92 Berlin
Union 92 Berlin (celým názvem: Berliner Thor- und Fußball-Club Union 1892 e. V.) byl německý fotbalový klub, který sídlil v berlínském městském obvodu Tempelhof-Schöneberg. Založen byl v roce 1892. Zanikl v roce 1927 po fúzi s Vorwärts 90 Berlin do nově založené organizace Blau-Weiß 90 Berlin. Klubové barvy byly modrá a bílá.
V průběhu své existence býval účastníkem Braniborského fotbalového mistrovství. Po vítězství v této soutěže v roce 1905 se klub kvalifikoval do konečné fáze německého mistrovství. V něm dokráčel až do finále, kde zvítězil nad mužstvem Karlsruher FV poměrem 2:0 a stal se tak mistrem Německa pro sezónu 1904/05. Finále se odehrálo dne 11. června 1905 v Kolíně nad Rýnem před návštěvou 3 500 diváků.
Své domácí zápasy odehrával na Sportplatz an der Rathausstraße s kapacitou 10 000 diváků.

## Historické názvy
Zdroj: 
- 1890 – BTuFC Union 1892 (Berliner Thor- und Fußball-Club Union 1892 e. V.)
- 1927 – fúze s Vorwärts 90 Berlin ⇒ Blau-Weiß 90 Berlin

## Získané trofeje
- Fußballmeisterschaft / Bundesliga ( 1× )[5]
  - 1904/05
- Brandenburg Fußballmeisterschaft ( 1× )
  - 1904/05

## Galerie

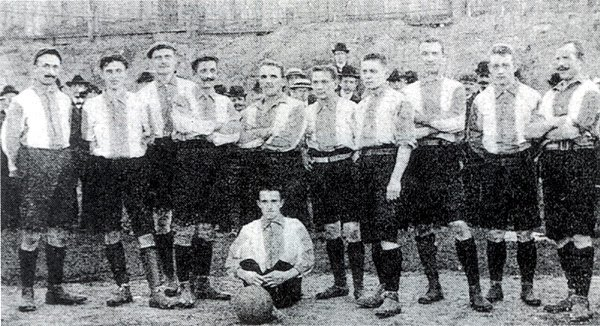
Vítězné mužstvo německého mistrovství ze sezóny 1904/05 (Heinrich, Reinke, Kähne, Wagenseil, Herzog, Girulatis, A. Bock, Thiel, Pisara, Jurga; dole: Krüger)